# Piero Ferrari
Piero Ferrari (Castelvetro di Modena, 22 de maio de 1945) é um empresário e bilionário italiano e personalidade do esporte. Ele é o segundo e único filho vivo de Enzo Ferrari e possui 10,23% da empresa automotiva Ferrari, da qual é vice-presidente. Ele possui 13,2% do Grupo Ferretti. Em agosto de 2022, seu patrimônio líquido foi estimado em 4,6 bilhões de dólares.

## Carreira na Ferrari
Em 1969, Ferrari começou a trabalhar informalmente para a empresa familiar como tradutor de inglês para seu pai, Enzo Ferrari. No início da década de 1970 foi oficialmente contratado como supervisor técnico, com a função de listar, descrever e arquivar componentes defeituosos ou ineficazes do carro. Um de seus primeiros trabalhos foi levar os desenhos e peças do 196 Dino para o departamento de GT, atuando como uma ponte entre o carro de rua e a divisão de corrida. Ao fazer isso, ele ganhou uma experiência considerável sobre a dinâmica operacional da fábrica.
Em 1974, foi transferido para a equipe de Fórmula 1, onde trabalhou como coorganizador, auxiliando os diretores esportivos Luca Cordero di Montezemolo e Daniele Audetto. Em meados da década de 1980, tornou-se supervisor de produção de carros de passeio, onde ajudou a desenvolver conceitos de baixo volume para a Ferrari F40, Ferrari F50 e LaFerrari.
Em 1988, quando Enzo Ferrari morreu, Piero era o único herdeiro da família Ferrari e herdou de seu pai os 10% de participação na empresa e a propriedade do circuito de Fiorano. Em 1989, ele foi nomeado vice-presidente do então presidente da Ferrari, Vittorio Ghidella.
Por ocasião do Grande Prêmio da China de 2013, vencido por Fernando Alonso, o então chefe da Ferrari, Stefano Domenicali, convenceu Piero Ferrari a receber o troféu para a equipe. Foi a primeira vez na história da Scuderia Ferrari que um membro da família Ferrari subiu ao pódio de uma corrida de Fórmula 1.